# Togos damlandslag i volleyboll
Togos damlandslag representerar Togo i volleyboll på damsidan. Laget deltog i kvalet till VM 2014.